# 愛情闖進門
《愛情闖進門》（英語：When Love Walked In），是2012年兩岸合拍的偶像劇，由上海辛迪加影視有限公司和台灣八大電視聯合製作。由宋茜、辰亦儒、周覓、邵翔領銜主演。2012年1月5日開鏡，2012年1月13日正式開拍，2012年4月24日全劇殺青。安徽衛視於2012年8月27日播出。台灣於2014年12月7日由八大綜合台播出。

## 劇情簡介
青年才俊的秦雨江（辰亦儒饰），黎尚林（周覓饰），顧晴風（邵翔饰） 三大才子,奉命尋找袁董事長失散多年的外孫女，誰知找到的竟是個冒牌貨，當袁董事長知道後，真正的外孫女沈雅音（宋茜饰）已經出國了。雅音一直與川在網絡上傾談有關設計的想法，雅音從看過川微博的玻璃球設計圖就覺得這個川就是當年在孤兒院陪伴他的玻璃球男孩，而川亦已確認雅音就是當年的小女孩。可是雅音不知道這個川，這個玻璃球男孩就是她厭惡的三大才子之一秦雨江。
雅音因为父母过世的事对外公浩天（王志强饰）一直心存芥蒂，雨江从中调和，不仅缓和了祖孙关系。而且在此过程中走进了雅音的内心，然而，当爱情悄然降临时。雨江却退缩了，因为在他的心里，一直住着儿时孤儿院的玩伴。雨江为了找回小女孩几经周折，殊不知小女孩其实就是身边的雅音。二十年前就命定的爱情，二十年后得以圆满，但在大团圆结局之前，他们还要经历重重的考验。

## 播出時間及平台
以下時間以當地時間（UTC+8）為準
| 頻道                                | 所在地   | 播映日期                    | 播出時間                            |
| ----------------------------------- | -------- | --------------------------- | ----------------------------------- |
| 安徽衛視/陝西衛視 湖北衛視/四川衛視 | 中国大陆 | 2012年8月27日               | 每週一至週日 19:30-21:15            |
| 广东卫视                            | 中国大陆 | 2013年8月14日               | 黄金档                              |
| 厦门卫视                            | 中国大陆 | 2014年11月6日               | 每晚19:00两集连播                   |
| 八大綜合台                          | 臺灣     | 2014年12月7日 （至2月15日） | 每週日 21:00-22:30                  |
| 八大綜合台                          | 臺灣     | 2014年12月8日 （至4月20日） | 每週一 02:00-03:30                  |
| 八大綜合台                          | 臺灣     | 2014年12月14日 （至3月8日） | 每週日 16:00-17:30                  |
| 八大綜合台                          | 臺灣     | 2015年2月22日 （至3月8日）  | 每週日 22:00-23:30                  |
| 八大綜合台                          | 臺灣     | 2015年3月15日 （至4月19日） | 每週日 21:30-23:00                  |
| 广西卫视                            | 中国大陆 | 2016年5月23日               | 周一到周五12:40开始播出，每天两集。 |
| 日本                                | 日本     |                             | 并译制DVD                           |
| 新加坡                              |          |                             |                                     |

## 演員陣容

### 主要演員
| 演員              | 角色       | 介紹 |
| 辰亦儒 兒時：邊程 | 秦雨江(川) | 袁氏集团董事长领养的孩子。他受命帮袁浩天找失散二十年的外孙女，歪打正着与认识了沈雅音，与其发生了一段纠缠的爱恋。最後和雅音在一起。 |
| 宋茜 兒時：徐鈺涵 | 沈雅音     | 袁氏集团董事长的外孙女，雨江儿时玩伴丫丫。她自幼失去双亲，寄人篱下，因为一个误会，她认识了秦雨江，秦雨江受命帮袁浩天找回失散二十年的外孙女，而沈雅音正是袁浩天的外孙女，于是一场从“灰姑娘”变回“公主”的变型历险记就此展开。最後和雨江在一起。 |
| 周覓              | 黎尚林     | 黎明瓊的哥哥，本喜歡雅音，被小芬喜歡，後假藉加入布萊特一起扳倒袁浩天，亦因其一句話使雅音與雨江勸袁浩天簽一合約順利假藉扳倒袁浩天，後與小芬在一起。                                                                                           |
| 邵翔              | 顧晴風     | 袁氏集团执行长李熏之子，董事长秘书。喜欢黎明瓊，後和明瓊在一起。 |

### 其他演員
| 演員         | 角色   | 介紹                                                     |
| 米紫安       | 黎明瓊 | 黎尚林的妹妹，一開始喜歡雨江，後喜歡晴風。與晴風在一起。 |
| 仝晓燕       | 陳玉茹 | 沈雅音的表姐，假扮雅音，喜歡雨江。                       |
| 蔡芷紜       | 小芬   | 沈雅音的好朋友，喜歡尚林。後與尚林在一起。               |
| 劉潮         | 陳旭揚 | 沈雅音的表哥，玉茹親弟弟。                               |
| 葛蕾         | 沈曉荷 | 沈雅音的姑媽,玉茹親媽                                    |
| 王钢         | 陈百鸣 | 沈雅音的姑丈,玉茹親爸                                    |
| 安德烈拉泽夫 | 布莱特 | 袁氏集团欧洲总裁                                         |
| 王志强       | 袁浩天 | 袁氏集团总裁                                             |
| 张志伟       | 莫叔   | 袁浩天助理                                               |
| 田淼         | 李熏   | 袁氏集团执行长 顾晴風之母                                |
| 王新民       | 黎道光 | 袁氏集团总经理，尚林，明琼父亲                           |
| 崔斌         | 沈正帆 | 雅音父亲                                                 |
| 戴玉丹       | 袁亦霜 | 雅音母亲                                                 |
| 王东文       | 秦父   | 雨江父亲                                                 |
| 王雯婷       | 秦母   | 雨江母亲                                                 |

## 電視劇歌曲
| 曲序 | 曲目                 |                | 作曲       | 演唱者                     |
| ---- | -------------------- | -------------- | ---------- | -------------------------- |
| 1.   | 愛情闖進門（片頭曲） | 刘永辉，张研宁 | 刘永辉     | BY2                        |
| 2.   | 經過（片尾曲）       | 林怡凤         | 王帅       | 張婧                       |
| 3.   | 優雅的分手（插曲）   | 林宇中         | 林宇中     | 林宇中                     |
| 4.   | 你要的不是我（插曲） | 林怡凤         | 林俊杰     | 林俊傑                     |
| 5.   | 分裂（插曲）         | 東城衛(脩)     | 東城衛(脩) | 東城衛                     |
| 6.   | 淚了（插曲）         | 東城衛(脩)     | 東城衛(脩) | 曾沛慈                     |
| 7.   | 距離的擁抱（插曲）   | 張紋嘉         | 光良       | 周覓（Super Junior-M成員） |

## 外部連結
- 愛情闖進門的新浪微博 （简体中文）
- 《愛情闖進門》专题－安徽衛視 （简体中文）

| 中国安徽卫视 海豚第一剧场 每週一至週日 19:30 - 21:15 | 中国安徽卫视 海豚第一剧场 每週一至週日 19:30 - 21:15 | 中国安徽卫视 海豚第一剧场 每週一至週日 19:30 - 21:15 |
| ---------------------------------------------------- | ---------------------------------------------------- | ---------------------------------------------------- |
|                                                      | 愛情闖進門 （2012年8月27日－2012年9月11日）          |                                                      |
| 愛情是從告白開始的 （2012年8月10日－2012年8月26日）  | 微博達人 （2012年9月12日－2012年9月21日）            |                                                      |

| 臺灣 八大綜合台 每週日 21:00 - 22:30        | 臺灣 八大綜合台 每週日 21:00 - 22:30                       | 臺灣 八大綜合台 每週日 21:00 - 22:30      |
| ------------------------------------------- | ---------------------------------------------------------- | ----------------------------------------- |
|                                             | 愛情闖進門 （第1－11集） （2014年12月7日－2015年2月15日）  |                                           |
| 上流俗女 （2014年11月23日－2014年11月30日） | 我是歌手（精選）                                           |                                           |
| 每週日 22:00 - 23:30                        |                                                            |                                           |
| 我是歌手（精選）                            | 愛情闖進門 （第12－14集） （2015年2月22日－2015年3月8日）  | 我是歌手（精選）                          |
| 每週日 21:30 - 23:00                        |                                                            |                                           |
| 我是歌手（精選）                            | 愛情闖進門 （第15－20集） （2015年3月15日－2015年4月19日） | 杉杉來了 （2015年4月26日－2015年9月13日） |